# Абдельхафид, Массуд
Массуд Абдельхафид был видным ливийским генералом в режиме Муаммара Каддафи. Он занимал различные позиции в правительстве, начиная с государственного переворота 1969 года, включая командующего силами безопасности, губернатора южной Ливии и начальника охраны в главных Городах. Он — ключевая фигура в отношениях Ливии с соседним Чадом и Суданом. Массуд Абдельхафид был старшим командующим в ливийской армии во время чадско-ливийского конфликта.

## Гражданская война в Ливии2011 года
Совет Безопасности ООН спроектировал резолюцию, назвав 23 старших ливийских чиновников в правительстве Муаммара Каддафи. Резолюция включала запреты на поездки и замораживания активов.
После перехода Абдула Фатах Юниса на сторону мятежников Муаммар Каддафи назначил Абдельхафида министром внутренних дел. Генерал Массуд Абдельхафид возглавил силы каддафистов в городе Сабха во время сражения за Сабху и кампании Феццана.
Абдельхафид, как сообщали, сбежал в Египет вместе с министром внутренних дел Насером аль-Мабруком.